# Suzanne Al Houby
Suzanne Al Houby es una alpinista y empresaria palestina. El 21 de mayo de 2011 se convirtió en la primera mujer árabe en escalar el monte Everest y las siete cumbres. También fue la primera mujer árabe en escalar montañas como el Mont Blanc, Elbrús, Aconcagua, Vinson, Denali y la Pirámide de Carstensz.

## Trayectoria
Al Houby y su familia son de Jaffa, una ciudad portuaria que actualmente forma parte de Tel Aviv, Israel. Realizó su educación superior en los Estados Unidos y ha vivido la mayor parte de su vida en los Emiratos Árabes Unidos.
Se inició en la escalada a finales de los años 1990. Se interesó en escalar el Everest después de conocer a Zed Al Refai, el primer hombre árabe en escalar la montaña, en 2002. En mayo de 2003, realizó su primera expedición al Everest, convirtiéndose en la primera mujer árabe en llegar al campamento base del Everest y a Kala Patthar. Aprovechó la excursión para recaudar fondos para una iniciativa de atención sanitaria en los Emiratos Árabes Unidos.
En 2006, recaudó fondos para los campos de refugiados palestinos libaneses durante una expedición a las montañas del Atlas en Marruecos, donde hizo cumbre en el Monte Tubqal, el pico más alto de la región.
Es la fundadora y directora ejecutiva de la empresa de viajes de aventura Rahhalah, con sede en Dubái y la única empresa de su tipo dirigida a árabes.
Tiene dos hijas y es musulmana. En 2010, vivía con su familia en Dubái y trabajaba como vicepresidenta del Dubai Bone and Joint Centre.

## Reconocimientos
En 2012 ocupó el puesto 16 en el ranking de las 100 mujeres más poderosas del mundo árabe y la posición 198 en el ranking de las 500 personas más influyentes del mundo árabe. Un año más tarde, recibió el premio GR8 women awards 2013, en la categoría de deporte y logros deportivos. En 2014, ocupó el puesto 63 de la lista de las mujeres árabes más poderosas de Oriente Medio de Forbes. En 2018, ganó el Global Adventure Icon del Asia Adventure summit.